# Pierrafortscha
Pierrafortscha (Freiburger Patois Pèrafortyaⓘ) ist eine politische Gemeinde im District de la Sarine (deutsch: Saanebezirk) des Kantons Freiburg in der Schweiz. Trotz der Lage an der Sprachgrenze wird der frühere deutsche Name Perfetschied heute nur noch selten verwendet.

## Geographie
Pierrafortscha liegt auf 751 m ü. M., 3 km südöstlich der Kantonshauptstadt Freiburg (Luftlinie). Die Streusiedlung erstreckt sich an aussichtsreicher Lage auf der Höhe östlich des Saanegrabens, im Molassehügelland des Freiburger Mittellandes.
Die Fläche des 5,1 km² grossen Gemeindegebiets umfasst einen Abschnitt der Molassehöhen zwischen der Saane und dem voralpinen Hügelland. Der zentrale Teil des Gebietes wird von einem leicht gewellten Hochland mit den Hügeln Chantemerle (756 m ü. M.), Pierrafortscha (758 m ü. M.), Le Croquelet (767 m ü. M.) und Bois de Morvin (mit 782 m ü. M. der höchste Punkt von Pierrafortscha) eingenommen. Nach Süden reicht der Gemeindeboden über ein Plateau bis an den Flusslauf der Ärgera (französisch: Gérine). Die westliche Grenze bildet die hier zum Pérolles-See aufgestaute Saane, die tief in die Molasseschichten eingeschnitten ist und von Sandsteinfelsen durchzogene Steilhänge besitzt. Von der Gemeindefläche entfielen 1997 7 % auf Siedlungen, 21 % auf Wald und Gehölze, 71 % auf Landwirtschaft, und rund 1 % war unproduktives Land.
Zu Pierrafortscha gehören die Weiler Granges-sur-Marly (704 m ü. M.) am Hang oberhalb von Marly, Morvin (740 m ü. M.; dt. Helmetingen) und Villars-sur-Marly (720 m ü. M.) auf der Hochfläche südlich des Bois de Morvin, Pfaffenwil (692 m ü. M.) auf dem Plateau östlich von Marly sowie verschiedene Einzelhöfe. Nachbargemeinden von Pierrafortscha sind Freiburg, Sankt Ursen, Tentlingen, Villarsel-sur-Marly und Marly.

## Bevölkerung
Mit 150 Einwohnern (Stand 31. Dezember 2023) gehört Pierrafortscha zu den kleinsten Gemeinden des Kantons Freiburg. Von den Bewohnern sind 70,6 % französischsprachig, 27,9 % deutschsprachig, und 1,5 % sprechen Italienisch (Stand 2000). Die Bevölkerungszahl von Pierrafortscha belief sich 1900 auf 185 Einwohner. Nach einem Höchststand 1930 mit 260 Einwohnern wurde seither durch kontinuierliche Abwanderung ein Bevölkerungsrückgang um über 45 % verzeichnet.

## Wirtschaft
Pierrafortscha war bis in die zweite Hälfte des 20. Jahrhunderts ein überwiegend durch die Landwirtschaft geprägtes Dorf. Noch heute haben der Ackerbau, der Obstbau, die Milchwirtschaft und die Viehzucht einen wichtigen Stellenwert in der Erwerbsstruktur der Bevölkerung. Einige weitere Arbeitsplätze sind im lokalen Kleingewerbe und im Dienstleistungssektor vorhanden. In den letzten Jahrzehnten hat sich das Dorf dank seiner attraktiven Lage auch zu einer Wohngemeinde entwickelt. Viele Erwerbstätige sind heute Wegpendler, die hauptsächlich in der Region Freiburg arbeiten.

## Verkehr
Die Gemeinde liegt abseits der grösseren Durchgangsstrassen, die Hauptzufahrt erfolgt vom Ortsteil Bourguillon der Stadt Freiburg. Pierrafortscha ist selbst nicht an das Netz des öffentlichen Verkehrs angebunden.

## Geschichte

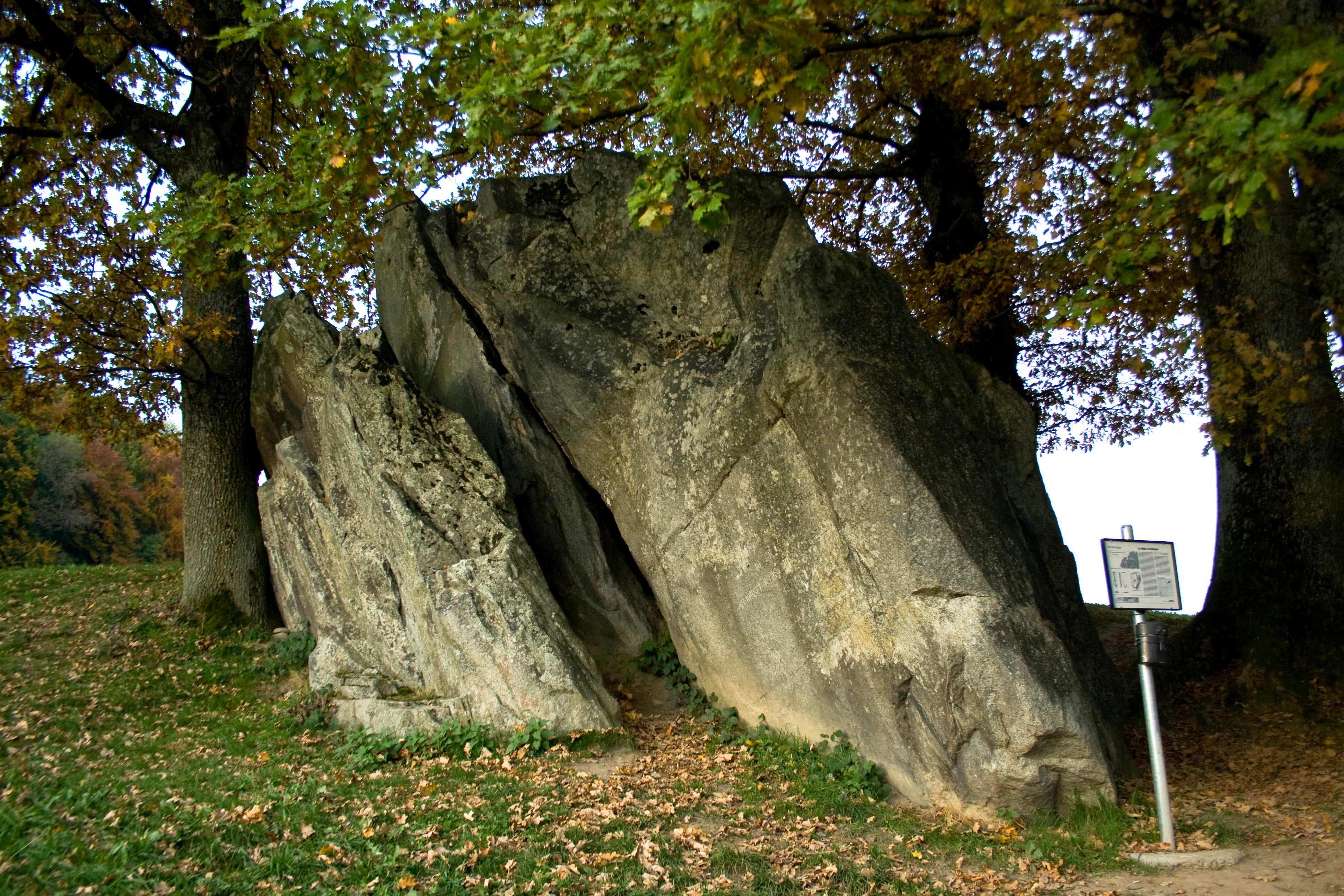
Erratischer Block Pierrafortscha

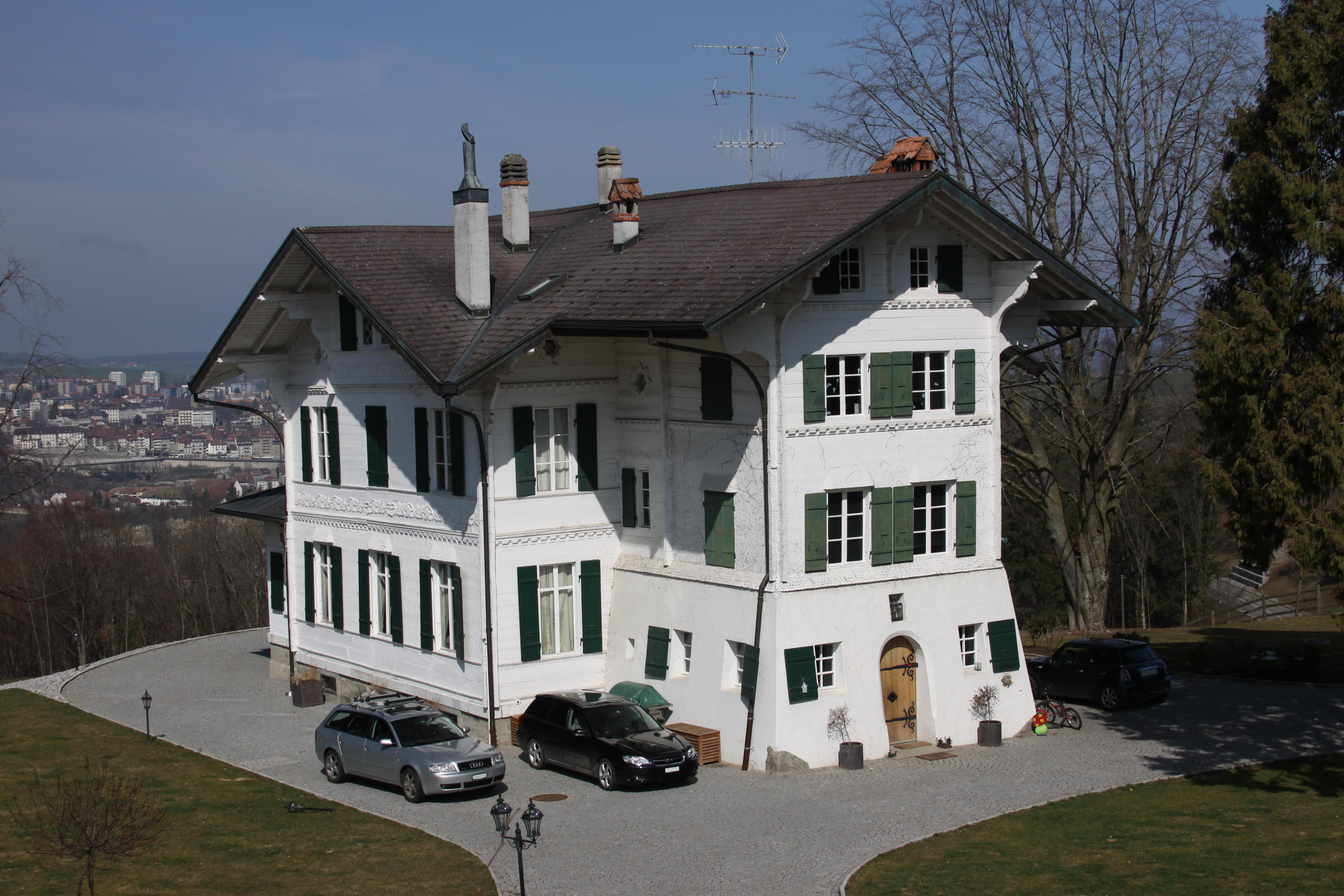
Chalet de Diesbach in La Schürra

Der Ortsname Pierrafortscha bezeichnet den Patois-Ausdruck für pierre fourchue (gegabelter Stein) in Anlehnung an einen erratischen Block auf der Flur Champ de la Pierre. Im Verlauf des 15. Jahrhunderts gelangte Pierrafortscha unter die Herrschaft von Freiburg und wurde der Alten Landschaft (Burgpanner) zugeordnet. Nach dem Zusammenbruch des Ancien Régime (1798) gehörte das Dorf während der Helvetik und der darauf folgenden Zeit zum Bezirk Freiburg, bevor es 1848 mit der neuen Kantonsverfassung in den Saanebezirk eingegliedert wurde.

## Natur und Umweltschutz
Auf dem Gemeindegebiet befinden sich zwei national bedeutende Objekte. Die zum Pérollessee aufgestaute Saane, die auf dem Gebiet von Pierrafortscha von steilen Molassefelsen gekennzeichnet und kaum zugänglich ist, stellt ein Auengebiet von nationaler Bedeutung dar, das sich von Rossens bis zur Staumauer in der Magerau der Stadt Freiburg erstreckt und auf diesem über 20 km langen Abschnitt durch neun Gemeinden fliesst und in Hauterive ein Kraftwerk passiert. Dank der saisonalen Hochwasser werden immer wieder neue Lebensräume wie Sand- und Gesteinsbänke, Altwasser und Tümpel geschaffen, die für viele Pflanzen und Tiere lebensnotwendig sind. Simon Friedli zeigte in seiner Studie von 2017, dass im untersuchten Flussabschnitt zwischen dem Staudamm in Rossens und dem Kraftwerk in Hauterive die Abflussdynamik seit dem Bau des Staudamms (1944–1948) in Rossens vor allem in den ersten 20 bis 25 Jahren nach dem Bau des Staudamms abgenommen hat. Damit nahm in den zurückliegenden 70 Jahren auch die Fläche der offenen Kiesflächen um 35 % (-39 ha) ab, während der (Auen-)Wald sich um 24 % (+29 ha) ausdehnte. Neben dem Restwasserregime ist auch das Zurückhalten von Geschiebe durch den Staudamm ein Grund für den starken Rückgang der offenen Kiesflächen. Mit der abnehmenden Dynamik entwickelte sich auch die Habitätdiversität und -verteilung negativ. Friedli weist darauf hin, dass auch selten starke Hochwasser wie das von 2005 nicht mehr in der Lage seien, die etablierte Vegetation zu roden und neue Kiesflächen durch Erosion und Deposition zu bilden.
Das zweite Objekt ist die national bedeutende Trockenwiese Monivert im Westen der Gemeinde.

## Sehenswürdigkeiten
In den verschiedenen Weilern von Pierrafortscha befinden sich Kapellen und entlang der Strassen Wegkreuze. Einige charakteristische Bauern- und Patrizierhäuser aus dem 18. und 19. Jahrhundert sind erhalten.

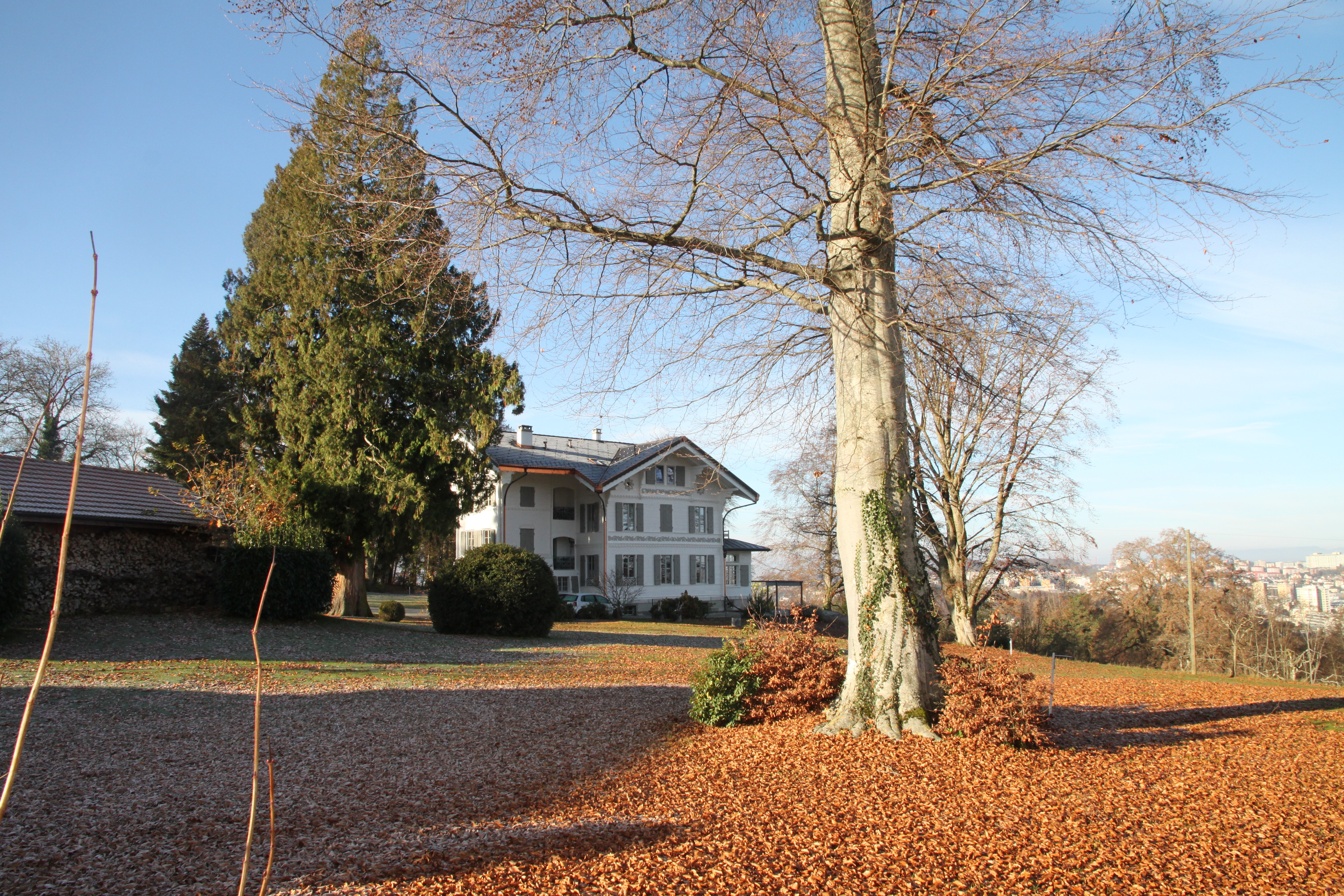
Chalet de Diesbach in La Schürra mit prächtigen Zypressen und Buchen im Park
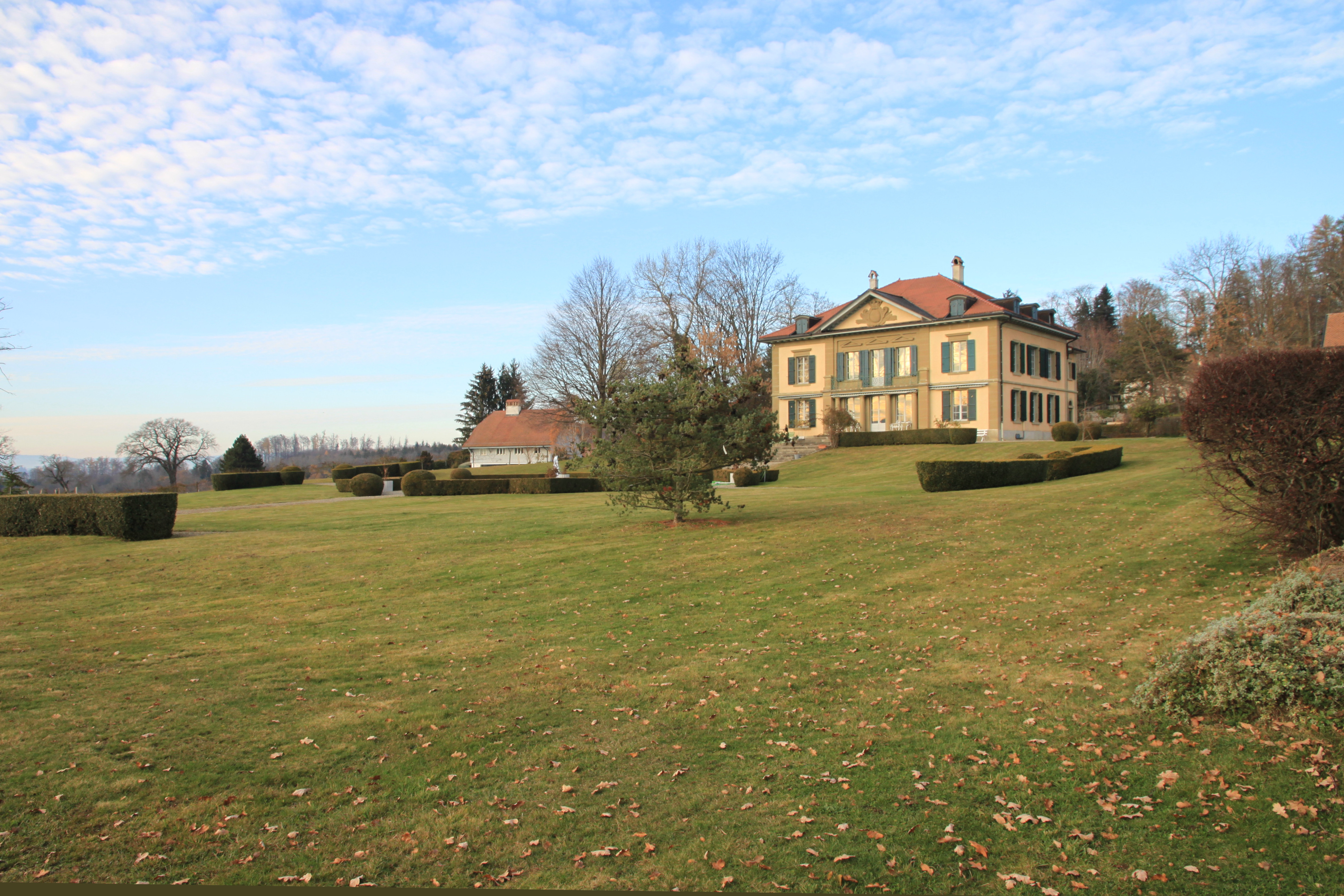
Landhaus Rodolphe de Weck mit Park in Villars-sur-Marly
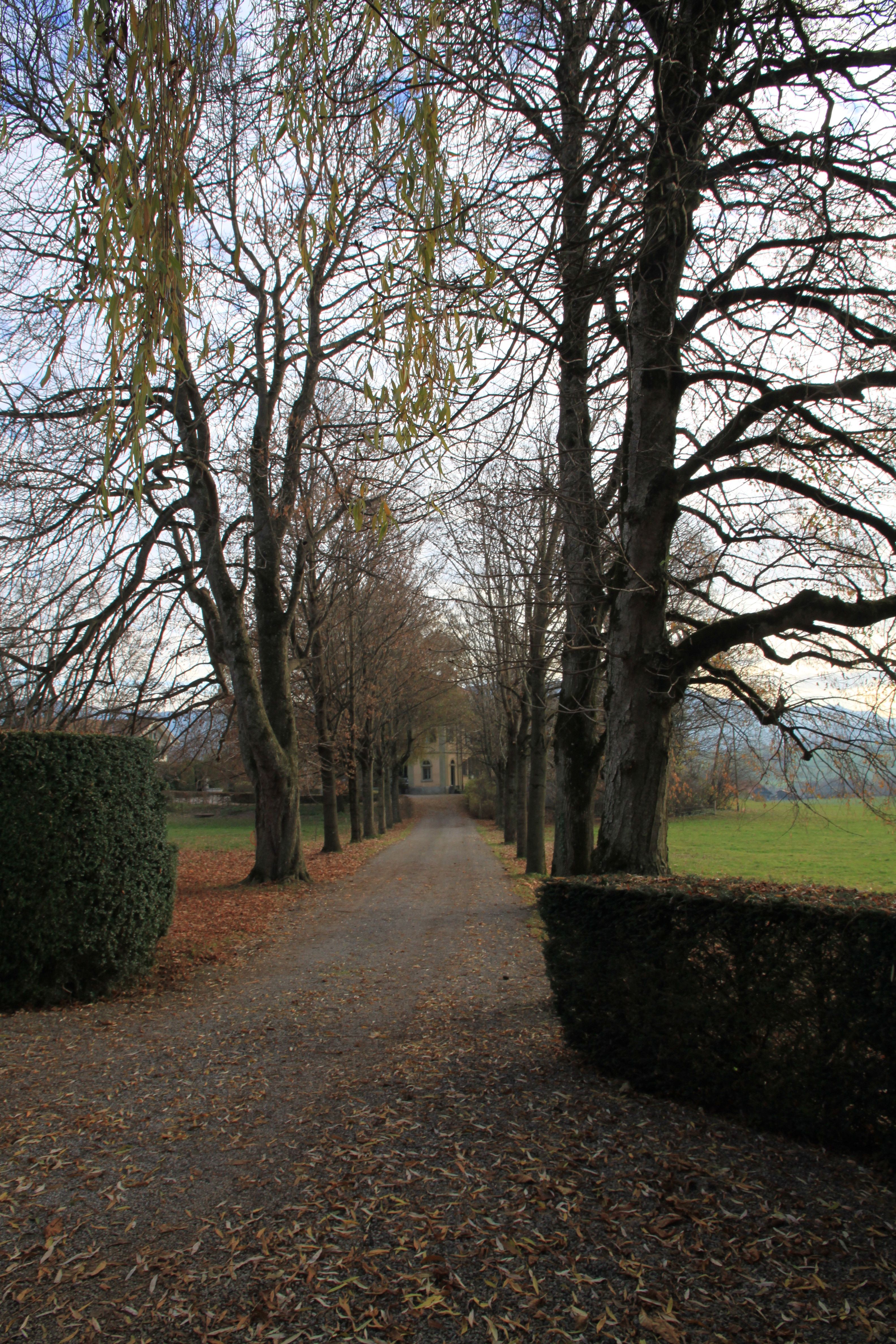
Allee zum Landhaus Rodolphe de Weck in Villars-sur-Marly
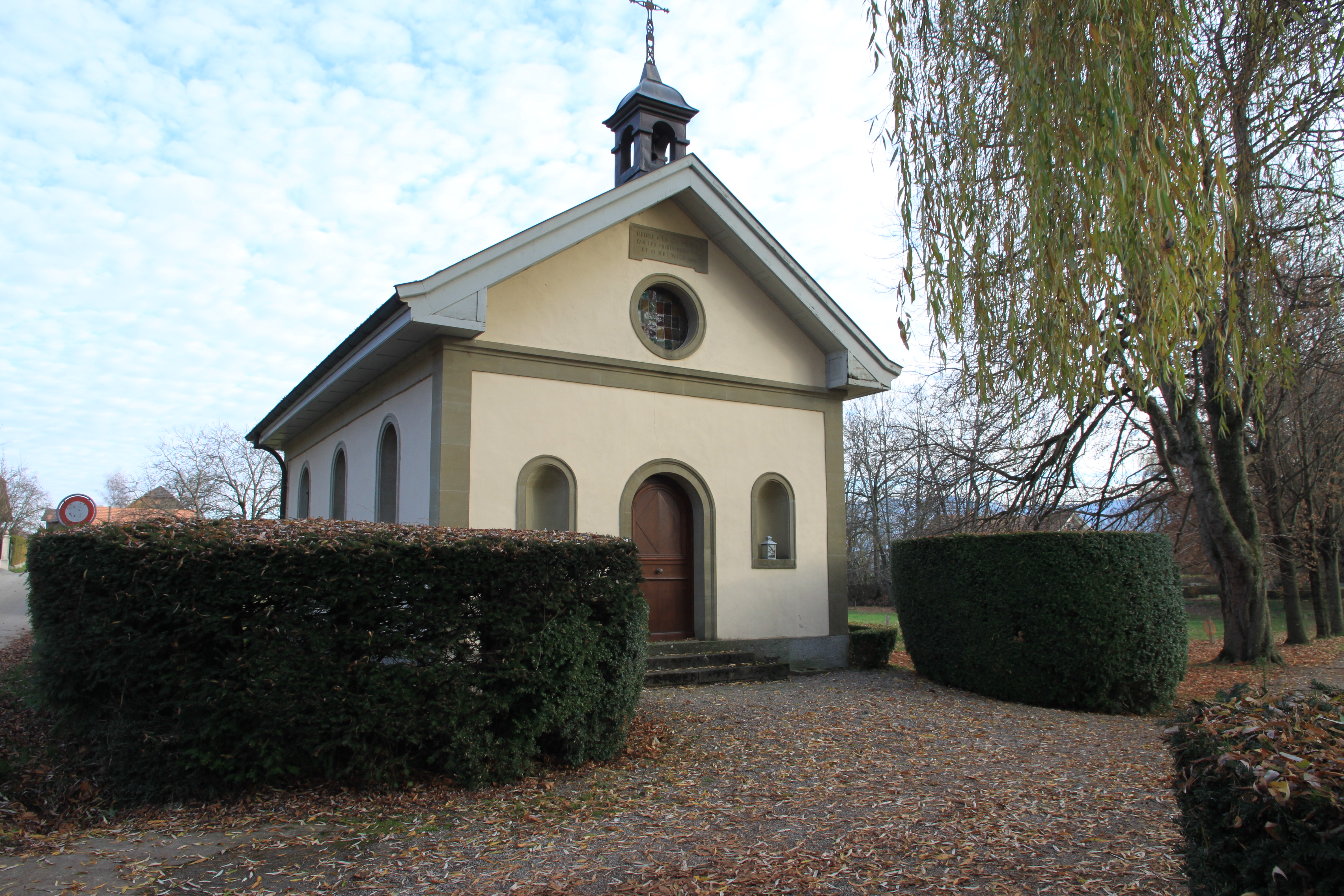
Kapelle Notre-Dame de l’Assomption in Villars-sur-Marly
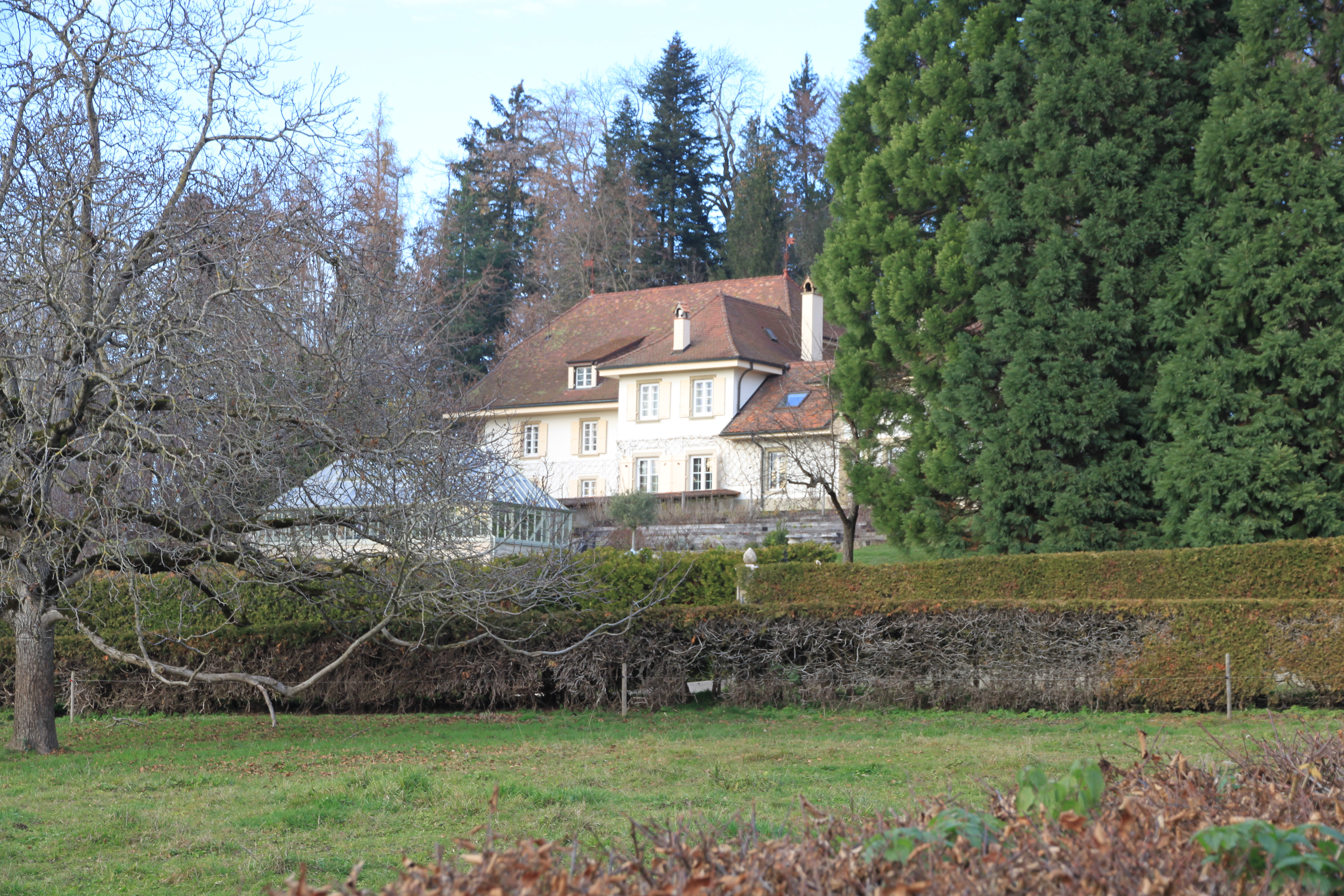
Herrenhaus Kuenlin in Villars-sur-Marly
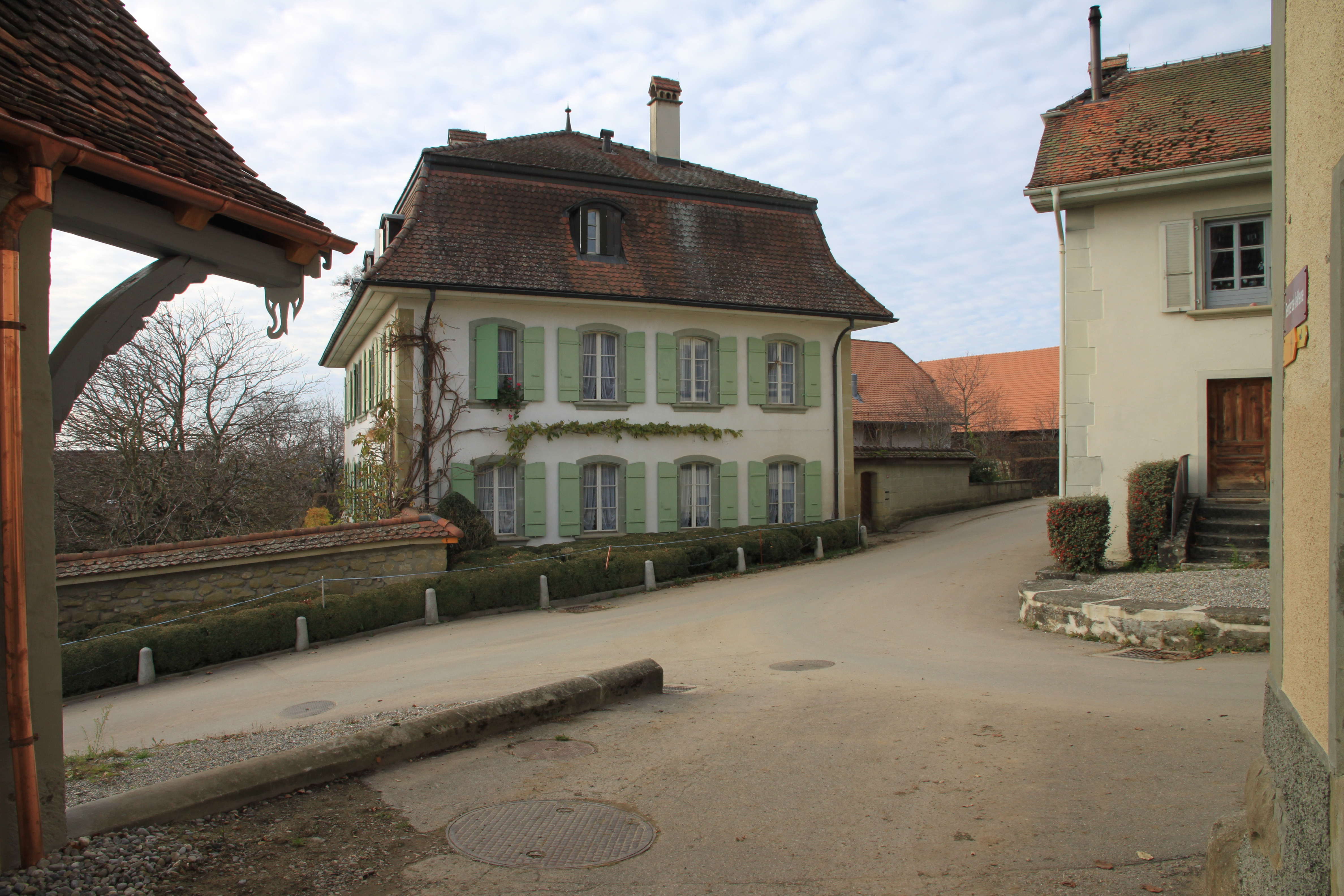
Herrenhaus in Granges-sur-Marly
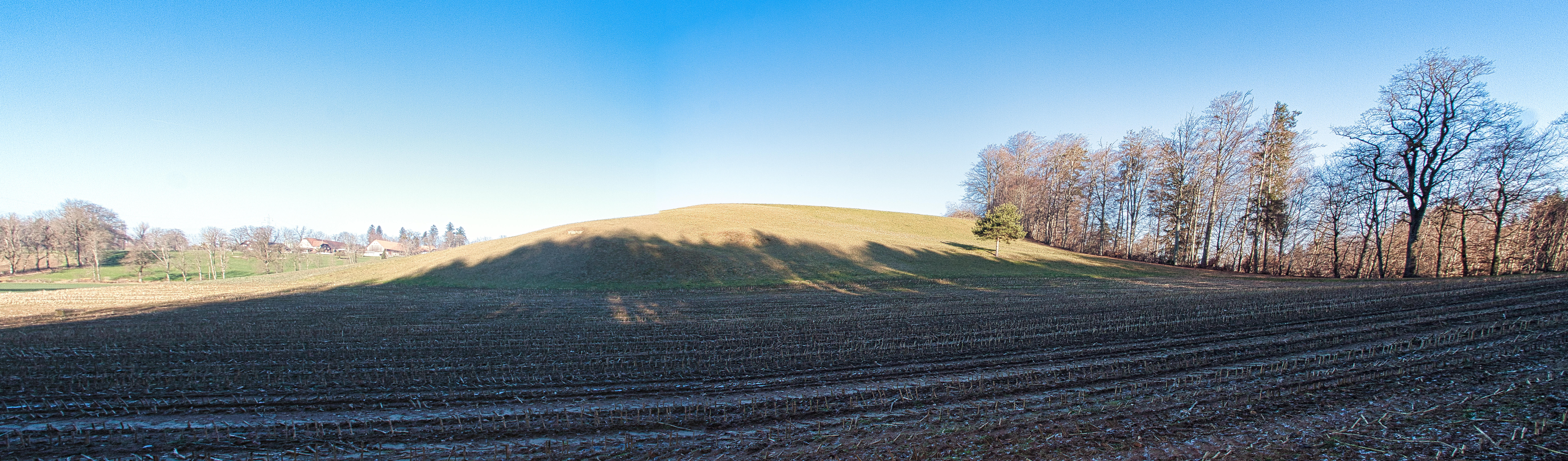
Blick auf die Trockenwiese Montivert

## Persönlichkeiten
- Louis de Diesbach (1843–1921), Landwirt und Politiker